# Mr. Zhao
Mr. Zhao è un film del 1998 diretto da Lu Yue.

## Riconoscimenti
- 1998 - Festival del cinema di Locarno
  - Pardo d'Oro